# オリンギト
オリンギトないしオリンギート（西: Olinguito 学名：Bassaricyon neblina）は、コロンビアとエクアドルの山地に生息する、アライグマ科オリンゴ属に分類される哺乳類の1種である。名はスペイン語で「小さなオリンゴ」を意味する。種小名のneblinaはスペイン語で「霧」の意で、本種が雲霧林に生息することに因む。
2013年8月15日に発見が公表された。2014年には、International Institute for Species Exploration（IISE）によって、「2014年の新種トップ10」の1種に選出された。

## 概要
オリンゴ属の他の種や形態のよく似たキンカジューとは別種である。体長は30から40cm、尾長は33.5から42.5cm程度。同属の他の種と比較すると小型であり、尾は短く、耳は小さい。
生息地は、中央コロンビアから西エクアドルに広がるアンデス山脈北部の標高1500mから2750mに広がる雲霧林である。この地域は、同属の他の種の生息域よりも標高が高い。体重は約900gで、アライグマ科では最軽量である。主にイチジク等の果物を食べるが、昆虫や蜜も食べる雑食性で、小さなブルーベリー程の大きさの糞をする。単独行動で夜行性と考えられており、あまり人前に姿を現さず、ほぼ樹上で生活する。乳腺は1対であり、1度に1匹の子を産むと考えられている。
この種を同定した研究者らは、現地でこの種を指す特有の名前は見つけられなかった。

## 分類
形態的な特徴から、オリンギートは以下の4つの亜種に分けられる。
Bassaricyon neblina neblina Helgen et al., 2013エクアドル（西アンデス西側）
Bassaricyon neblina osborni Helgen et al., 2013コロンビア（西アンデス東側、中央アンデス西側）
Bassaricyon neblina hershkovitzi Helgen et al., 2013コロンビア（中央アンデス東側）
Bassaricyon neblina ruber Helgen et al., 2013コロンビア（西アンデス西側）
歯列はいずれの亜種も以下の通り。
| 歯式    |
| ------- |
| 3.1.4.2 |
| 3.1.4.2 |

2つのオリンギートの亜種と他のオリンゴとの間でのミトコンドリアのシトクロムbのDNAの比較から、オリンギートと他のオリンゴは姉妹群であり、異なる亜属か属に相当するほど離れていることが分かった。この分離は、約350万年前に起こったと考えられ、アメリカ大陸間大交差の際に北アメリカから南アメリカ北西部に侵入してきた直後に分化したことが示唆されている。
|  | アレンオリンゴ(B. alleni) |
|  |                           |
|  | B. medius                 |
|  |                           |

|  | フサオオリンゴ(B. gabbii) |
|  |                           |

|  | アレンオリンゴ(B. alleni) |
|  |                           |
|  | B. medius                 |
|  |                           |

|  | フサオオリンゴ(B. gabbii) |
|  |                           |

|  | アレンオリンゴ(B. alleni) |
|  |                           |
|  | B. medius                 |
|  |                           |

|  | フサオオリンゴ(B. gabbii) |
|  |                           |

|  | アレンオリンゴ(B. alleni) |
|  |                           |
|  | B. medius                 |
|  |                           |

|  | フサオオリンゴ(B. gabbii) |
|  |                           |

## 保全状況
本種は、深刻な絶滅の危機にあるとは考えられていない。しかし、潜在的な分布域の森林は40%以上が破壊されていると推定されており、残された生息地も断片的であると考えられている。

## 発見
2013年8月15日に、スミソニアン国立自然史博物館の哺乳類のキュレーターであるKristofer Helgen、ノースカロライナ自然科学博物館のオリンゴ属の専門家Roland Kaysらによって発見が公表された。Helgenはフィールド自然史博物館の貯蔵標本から本種を発見し、DNA試験で新種であることを確認した。
食肉目（ネコ目）の新種がアメリカで発見されるのは35年ぶりのことだった。本種は、新種であると認識される以前にも日常的に目撃され、以前は他のオリンゴ属と混同された状態で、数十年にわたって公衆の前に展示さえされていた。
その一例として、ワシントンのNational Zoological Parkで1年間展示された他、多くの動物園を回ったRingerlという個体が挙げられる。Ringerlは別のオリンゴとの交配が試みられ、失敗していたが、異なる種だとは認識されなかった。Ringerlは1976年に死亡した。